# Dendropsophus sanborni
Dendropsophus sanborni är en groddjursart som först beskrevs av Schmidt 1944.  Dendropsophus sanborni ingår i släktet Dendropsophus och familjen lövgrodor. IUCN kategoriserar arten globalt som livskraftig. Inga underarter finns listade i Catalogue of Life.